# Palaemnema martini
Palaemnema martini – gatunek ważki z rodziny Platystictidae. Występuje na terenie Ameryki Południowej.